# Campionat d'Espanya de Superbike
El Campionat d'Espanya de Superbike, abreujat ESBK, és un campionat de motociclisme de velocitat per a motocicletes de classe Superbike que se celebra anualment a Espanya des del 2019. Organitzat per la RFME, forma part del programa Road to MotoGP, una iniciativa de Dorna Sports destinada a promoure la formació de nous talents. L'ESBK és una de les principals portes d'accés al mundial de MotoGP i al de Superbike.

## Història
Entre el 1987 i  el 2013, el Campionat d'Espanya de Velocitat (CEV) va disposar també de la categoria Superbike (de vegades, anomenada Fórmula Extreme, Stock Extreme o noms similars). A partir del 2014, el CEV va esdevenir internacional i va passar a ser organitzat conjuntament per Dorna i la FIM. Amb la consegüent reestructuració de les categories, la de Superbike es va cancel·lar el 2015 i va passar a formar part del Campionat d'Europa amb el nom de CEV Superbike. Per tal de suplir aquest buit, la RFME va instaurar l'ESBK el 2019.

## Llista de guanyadors
Font:
A 1 de gener de 2025
| Any  | SBK               | Superstock 1000     | Supersport NG   | Superstock 600   | SBK Junior     | Moto4             | PreMoto3       |
| ---- | ----------------- | ------------------- | --------------- | ---------------- | -------------- | ----------------- | -------------- |
| 2019 | Maximilian Scheib | Chris Leesch        | Óscar Gutiérrez | Alessandro Zetti | Unai Orradre   | Ángel Piqueras    | David Real     |
| 2020 | Román Ramos       | Ivo Lopes           | Óscar Gutiérrez | Simon Jespersen  | Eric Fernández | Brian Uriarte     | David Real     |
| 2021 | Ivo Lopes         | Christian Palomares | Borja Gómez     | Unai Orradre     | Álvaro Díaz    | Alex Longarela    | Álvaro Fuertes |
| 2022 | Tito Rabat        | Daniel Sáez         | Yeray Ruiz      | Eric Fernandez   | Pepe Osuna     | Nikola Miroslavov | Jesús Ríos     |
| 2023 | Ivo Lopes         | Unai Orradre        | Andy Verdoia    | Jesús Ríos       | Pepe Osuna     | Andrés García     | Alex Longarela |
| 2024 | Unai Orradre      | Eduardo Montero     | Eric Fernández  | Jacopo Cretaro   | Unai Calatayud | Enzo Zaragoza     | Izan Rodríguez |

### ESBK Femení (2019-2022)
| Any  | SBK Femení        | SBK Femení 600 |
| ---- | ----------------- | -------------- |
| 2019 | Gaelle Remy       | Francisca Ruiz |
| 2020 | María Herrera     | Francisca Ruiz |
| 2021 | Gaelle Remy       | María Herrera  |
| 2022 | Olga Shaternikova | Francisca Ruiz |